# Zweifleck-Kätzcheneule

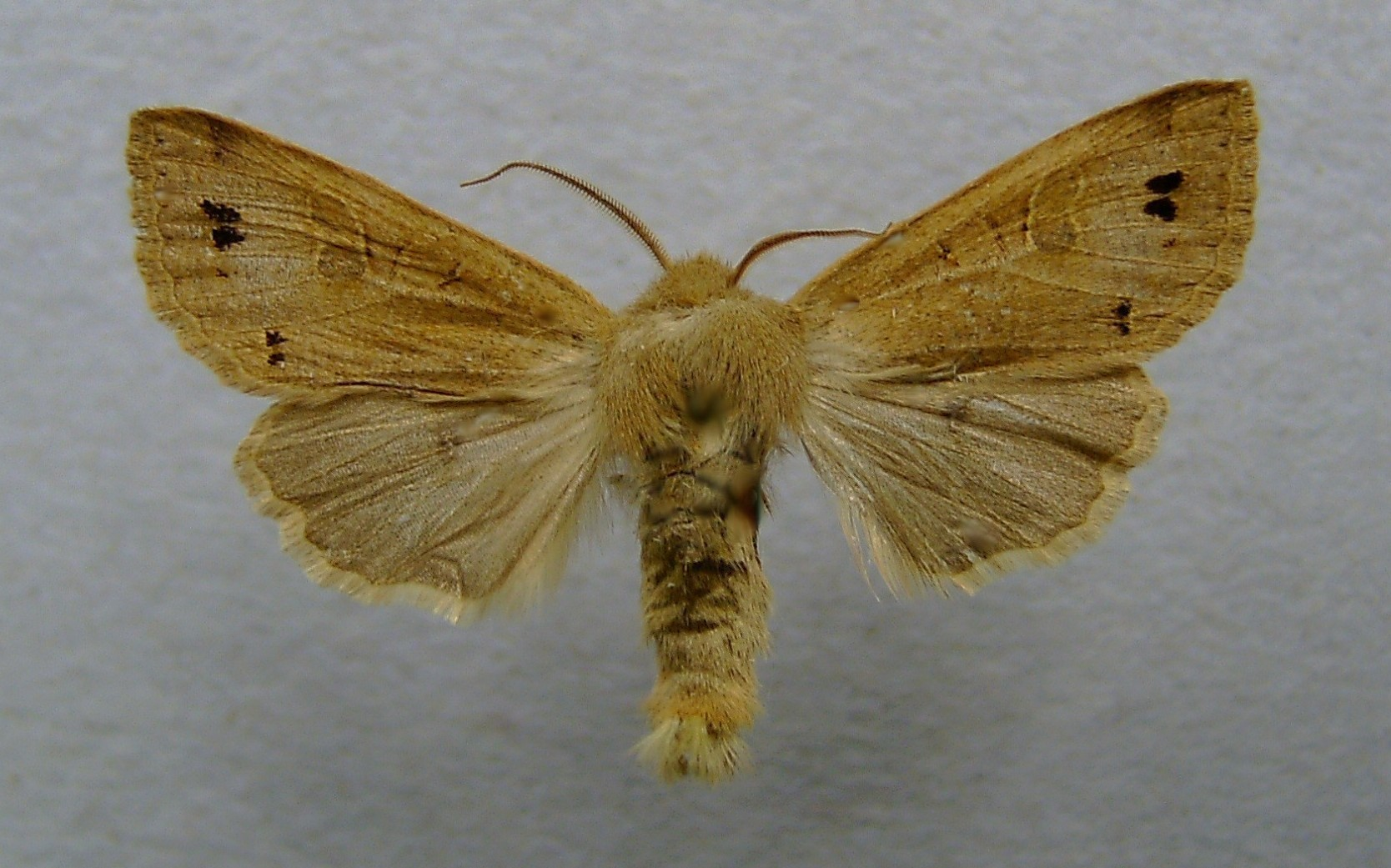
Männlicher Falter der Zweifleck-Kätzcheneule mit Flecken auch am Innenwinkel

Die Zweifleck-Kätzcheneule (Anorthoa munda, Syn.: Orthosia munda), auch als Braungelbe Frühlingseule bezeichnet, ist ein Schmetterling (Nachtfalter) aus der Familie der Eulenfalter (Noctuidae).

## Merkmale

### Falter
Mit einer Flügelspannweite von 37 bis 45 Millimetern zählen die Falter zu den mittelgroßen Eulenfaltern. Die Grundfarbe der Vorderflügel reicht von graugelb oder bräunlich bis zu rötlich und umfasst alle dazwischen liegenden Farbvarianten. Ring- und Nierenmakel sind gelblich umrandet. An der undeutlichen Wellenlinie befinden sich zumeist zwei nach innen gerichtete, schwarze Flecke. Zuweilen sind weiter Flecke am Innenwinkel vorhanden. Exemplare, bei denen die Flecke gänzlich fehlen, werden als f. immaculata bezeichnet. Die Hinterflügel schimmern zeichnungslos graubraun. Die Fühler der Männchen sind beidseitig gezähnt, diejenigen der Weibchen sind fadenförmig.

### Ei
Das halbkugelige Ei ist gelblichweiß gefärbt und zeigt schwache Rippen, einen rotbraunen Mittelfleck sowie eine ebenso gefärbte schmale Querbinde. Die Region der Mikropyle ist etwas vorgezogen.

### Raupe
Die Raupen haben in der Regel eine gelbbraune bis grünbraune Farbe und eine dunkelbraune Tröpfelung. Es erscheinen jedoch auch Exemplare, die an den Seiten breit schwarz gefärbt sind und zu dem hellen Rücken und Bauch einen starken Kontrast bilden. Arttypisch sind weiße Flecke auf dem 4. und 5. Segment.

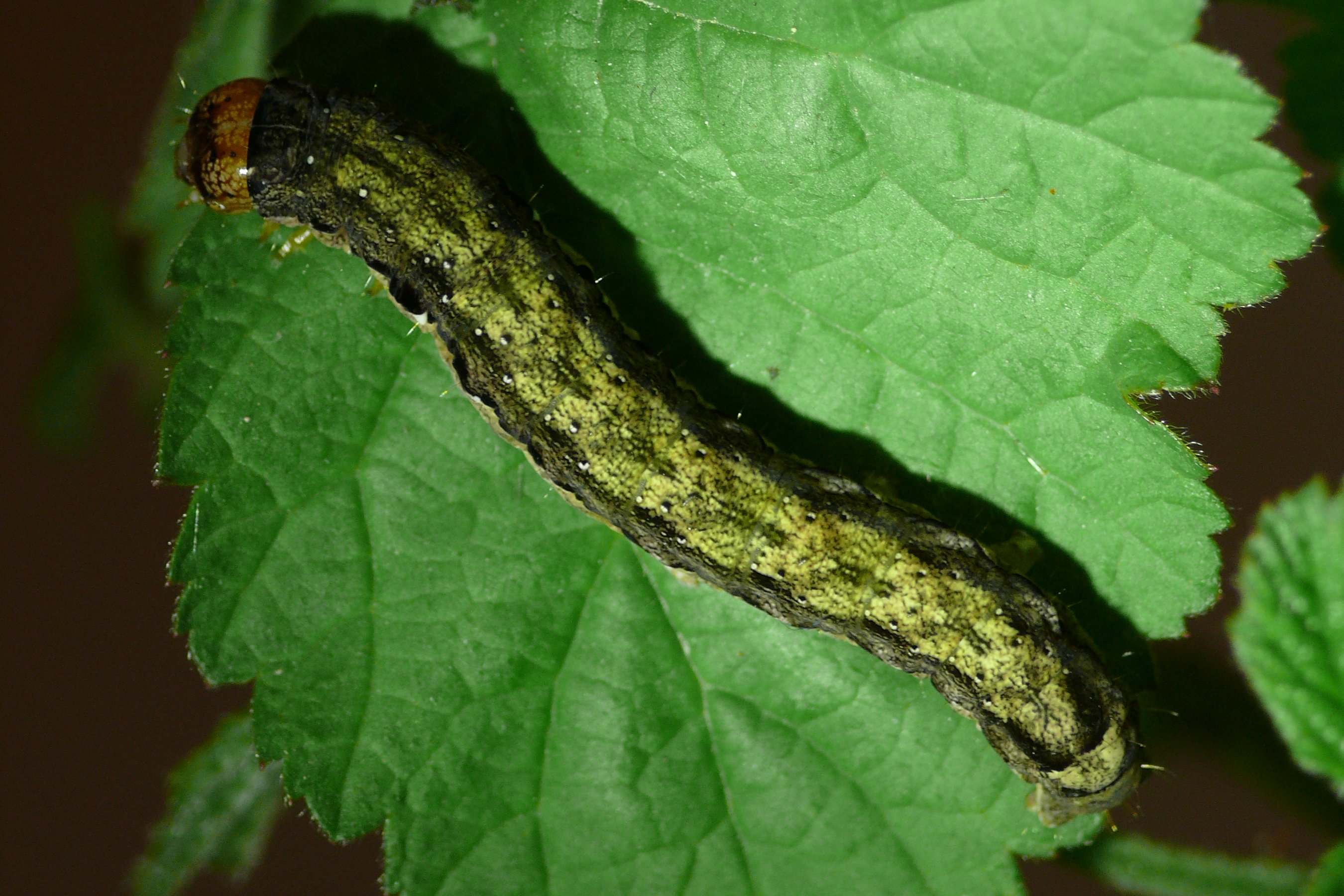
Raupe der Zweifleck-Kätzcheneule

### Puppe
Die Puppe ist durch zwei abwärts gebogene Spitzen am Kremaster gekennzeichnet.

### Ähnliche Arten
- Von der Schwesterart Anorthoa fabiani, die auf Taiwan vorkommt, unterscheidet sich munda durch die geringere Größe.
- Gegenüber Anorthoa angustipennis, die in gemäßigten Zonen der pazifischen Region vorkommt, zeigt munda eine breitere Zähnung der männlichen Fühler, annähernd viereckige Nierenmakel und weniger ausgeprägte Ringmakel.[1]

Zur zweifelsfreien Bestimmung ist eine genitalmorphologische Untersuchung erforderlich.

## Geographische Verbreitung und Lebensraum
Das Vorkommen der Art erstreckt sich durch die meisten Länder Europas bis nach Ostasien einschließlich Japans. Sie fehlt lediglich ganz im Norden und ganz im Süden Europas. Auf Taiwan ist die isoliert lebende ssp. plumbeata heimisch. In den Alpen kommt sie bis auf eine Höhe von maximal 1200 Metern vor. Die Zweifleck-Kätzcheneule ist in den verschiedenen Lebensräumen anzutreffen, beispielsweise in Laubwäldern, an buschigen Waldrändern sowie in Gärten und Parklandschaften.

## Lebensweise
Die Falter sind dämmerungs- und nachtaktiv und besuchen zahlreich künstliche Lichtquellen sowie Köder, bevorzugen zur Nahrungsaufnahme jedoch blühende Weidenkätzchen oder Baumsäfte. Ihre sehr frühe Flugzeit verläuft weitestgehend parallel zur Weidenblüte (Salix) und umfasst dementsprechend überwiegend die Monate März bis Mai. Die Raupen leben von Mai bis Juli. Tagsüber verstecken sie sich gerne in den Rindenritzen von Baumstämmen. Sie ernähren sich polyphag von den Blättern verschiedener Bäume und Sträucher, beispielsweise von Pappel- (Populus), Birken- (Betula), Weiden- (Salix) und Eichenarten (Quercus) sowie von Schlehdorn (Prunus spinosa), Hasel (Corylus) oder Himbeere (Rubus idaeus). Sie sind auch an niedrigen Pflanzen, z. B. an Knabenkraut (Orchis) zu finden. Die Art überwintert als Puppe.

## Gefährdung
Die Zweifleck-Kätzcheneule ist in Deutschland weit verbreitet und gebietsweise zahlreich anzutreffen. Auf der Roten Liste gefährdeter Arten ist sie dementsprechend als nicht gefährdet eingestuft.